# Chicks in White Satin
Chicks in White Satin ist ein US-amerikanischer Dokumentarfilm aus dem Jahr 1994.

## Handlung
Vorgestellt werden zwei jüdische Frauen, beide lesbisch, die eine jüdische Hochzeit abhalten wollen. Sie suchen einen Rabbi auf, sprechen mit ihren Familien und geben Einblick in ihre Gefühle füreinander und ihre Hochzeitswünsche. Die Handlung findet in San Diego statt.

## Hintergrund
Uraufgeführt wurde der Film am 4. März 1994 in New York. Regisseurin Holliman trat 1992 an das Paar heran, das seine Hochzeit für den 15. November 1992 plante. Der Film wurde auch auf dem Sundance Film Festival gezeigt und lief bei den Berliner Filmfestspielen.
Der jahrelange Versuch der Regisseurin über Filmstudios Gelder für einen Comedy-Langspielfilm zu erhalten, der auf ihrer Kurzdokumentation basieren sollte, misslang.

## Kritiken
Robert Levone urteilte in der LA Times, dass es der Regisseurin gelinge „[to] capture […] the drama, humor and tenderness of the San Diego ceremony and the events that lead up to it“ (dt. „[…] die Dramatik, den Humor und die Zärtlichkeit der Zeremonie in San Diego und der Ereignisse, die dazu geführt haben, einzufangen“). Ebenfalls in der LA Times schrieb James Gilden, dass die Dokumentation „skillfully guides the viewer through the evolution of the relationship“ (dt. „den Betrachter gekonnt durch die Entwicklung der Beziehung führt“). Es handle sich um ein „atypical wedding video certainly because of the professional quality and because of the critical attention it is attracting“ (dt. „untypisches Hochzeitsvideo, sicherlich wegen der professionellen Qualität und wegen der kritischen Aufmerksamkeit, die es auf sich zieht“).

## Auszeichnungen
1994 wurde der Film in der Kategorie Bester Dokumentar-Kurzfilm für den Oscar nominiert.
Bei der Verleihung der Student Academy Awards wurde der Film mit der Silbermedaille ausgezeichnet.
Beim San Francisco Gay & Lesbian Film Festival gewann er den Audience Award.